# 希斯科·穆尼奥斯
弗朗希斯科·哈维尔·穆尼奥斯·洛姆帕特(Francisco Javier Muñoz Llompart，1980 年 9 月 5 日出生)，绰号Xisco ，是一名西班牙足球经理和前球员，主要司职左边锋。
他在西甲联赛的九个赛季中踢了194场比赛，攻入20球，其中在皇家贝蒂斯效力了四年，还曾效力于瓦伦西亚、特内里费、维尔瓦和莱万特，并随瓦伦西亚赢得了2004年欧洲联盟杯。从2011年开始，他在格鲁吉亚第比利斯迪纳摩队效力了四个赛季。
2019年，西斯科重新加入第比利斯迪纳摩队，担任技术团队的一员，并于2020年成为该队的主教练。 2020年12月，他被任命为沃特福德队主教练，并在第一个赛季就晋级英超联赛，但尽管俱乐部排名第15位，他还是于2021年 
10月被解雇。 同月，他成为韦斯卡的主教练，之后于2022年6月被替换。 同年10月，他与Anorthosis签约，但三个月后离开。 2023年7月，他加入谢菲尔德星期三队担任主教练，但由于未能赢得任何比赛，于10月被解雇。

## 荣誉

### 球员
巴伦西亚
- 西班牙甲级联赛冠军：2003–04
- 欧联杯冠军：2003–04
- 欧洲超级杯冠军：2004

第比利斯迪纳摩
- 格鲁吉亚足球超级联赛冠军：2012–13、2013–14
- 格魯吉亞盃冠军：2012–13、2013–14
- 格魯吉亞超級盃冠军：2014

### 主教练
第比利斯迪纳摩
- 格鲁吉亚足球超级联赛冠军：2020

沃特福德
- 英格兰足球冠军联赛亚军：2021–21